# Le Gagnant
Ne doit pas être confondu avec le film Le Gagnant, de Christian Gion
Série
Le Flic de Hong Kong
(1985)
Pour plus de détails, voir Fiche technique et Distribution.
Le Gagnant (奇謀妙計五福星, Qi mou miao ji: Wu fu xing ) est un film hong-kongais réalisé par Sammo Hung en 1983. C'est le premier volet de la série des Lucky Stars.

## Synopsis
Cinq petits malfrats (Pot de Thé, Vaseline, Rookie, Curly et Tronche en biais) se rencontrent en prison. À leur sortie, ils décident de rentrer dans le droit chemin et fondent une société de nettoyage. Mais le jour où ils doivent nettoyer la maison d'un grand chef de la mafia, leurs ennuis commencent.

## Fiche technique
- Titre français : Le Gagnant
- Titre anglais : Winners and Sinners
- Titre original : 奇謀妙計五福星 (Qi mou miao ji: Wu fu xing)
- Réalisation : Sammo Hung
- Scénario : Sammo Hung, Barry Wong
- Producteur : Leonard Ho
- Photographie : Ricky Lau
- Musique : Chris Babida, Frankie Chan
- Montage : Chang Yau Chung
- Genre : Action, Comédie
- Durée : 102 minutes
- Pays d'origine : Hong Kong
- Format audio : mono
- Date de sortie
  - Hong Kong : 7 juillet 1983
  - France : 1989 (VHS)

## Distribution
- Jackie Chan : CID 07
- Sammo Hung : Pot de Thé
- Richard Ng : Tronche en Biais
- Stanley Fung (VF : Mario Santini) : Rookie
- Charlie Chin : Vaseline
- John Sham : Curly
- Cherie Chung : Shirley
- James Tien : Jack Tar
- Philip Chan : Le chef de la police
- Dick Wei

## Autour du film
Ce film sera suivi par Le Flic de Hong Kong en 1985 et Le Flic de Hong Kong 2 toujours en 1985.